# Transports en commun de Vitré Communauté
Vit'o Bus est le nom donné par la communauté d'agglomération bretonne de Vitré Communauté au réseau de transport collectif desservant la ville centrale de Vitré (Ille-et-Vilaine) et son agglomération. Il est exploité par la société de transports Keolis. La particularité de ce réseau est sa gratuité intégrale et cela sur la totalité de ses lignes de bus, hormis les services spécifiques « .com » comptant la ligne en minibus reliant Étrelles à Vitré nommée « ETV.com » et le transport à la demande par taxis nommée « Taxi.com ».
Au 1er septembre 2025 Vit'o Bus, Taxi.com et ETV.com deviennent un nouveau réseau nommer MOVA géré par une nouvelle société, la Société Vitréenne de Mobilités (SVM). Un nouveau site WEB https://www.mova.bzh est disponible en ligne, ainsi que le développement d'une application prochainement.

## Historique

### Création
À Vitré, le transport urbain existe depuis 1978. Les bus étaient gérés par la société Sourdin. Le réseau était alors composé de 2 lignes diamétrales. À partir du 1er juillet 1989, la ville a confié à la société TAE « Transport Armor Express » la gestion du réseau de transport urbain. Il comporte neuf lignes traversant le centre-ville avec comme nœud de correspondance la Place du Général de Gaulle, idéalement situé à proximité immédiate du centre-ville historique et de la gare. Les deux bus mis à disposition desservent 72 arrêts répartis sur l’aire agglomérée. À cette époque, le réseau est peu connu et peu utilisé par la population excepté par les personnes âgées. La fréquentation croît faiblement. La faible couverture des coûts de transport par les recettes avec 22 500 € par an correspondait à environ un dixième du coût global pour la collectivité. Le taux de remplissage était aussi faible. À la sortie des établissements scolaires, d'importants ralentissements rendaient la circulation difficile dans le centre-ville. En effet, Vitré est un pôle scolaire important et rayonne dans tout le Pays de Vitré. Après toutes ces années de fonctionnement, la ville a constaté que la configuration de ce réseau payant était un échec coûteux.

### Gratuité intégrale
Par ce constat, la ville a réfléchi sur l'avenir du transport urbain vitréen et a proposé une alternative révolutionnaire pour l'époque.
En effet, Vitré est une des premières villes en France et dans le monde à proposer un transport urbain gratuit sur l'ensemble de ses lignes depuis le 1er mai 2001. Les objectifs visent à permettre un meilleur accès au centre-ville et entre les quartiers, optimiser le service rendu à la population, tenter de limiter la circulation automobile en centre-ville, préserver l'environnement. Le réseau est exploité par l'entreprise Kéolis Armor, anciennement Transport Armor Express (TAE), filiale de Keolis. Face au succès rencontré par cette opération, la gratuité menée sur une année a été pérennisée : « En un mois, la fréquentation des bus a doublé. Un succès dû en partie aux scolaires et aux retraités. Une nouvelle donne à intégrer dans un plan de déplacements urbains en gestation sur Vitré. La ville verse à la TAE, qui assure le transport en régie, une enveloppe de 1,20 MF et les recettes ne s’élevaient qu’à 150 000 F. Autant aller jusqu’au bout de la logique explique l’adjoint chargé des transports, Daniel Mouton. L’expérience devrait être menée sur un an. Elle devra s’inscrire dans la durée si la volonté politique suit.».
Dans les années 1990, la fréquentation stagnait aux alentours de 130 000 voyageurs par an sur deux lignes de bus. En 2002, elle était de 277 300 voyageurs soit un doublement de la fréquentation en un an. La croissance a été exponentielle avec une fréquentation multipliée par 3,6 depuis la mise en place de la gratuité et se poursuit. Entre 2009 et 2016, l'usage des transports publics de la ville passe de 315 228 à 470 000 usagers sur les huit lignes du réseau, soit une augmentation de près de 50% en 7 ans.

### Transports étendu à la communauté d'agglomération
L'article L. 5216-5 du Code général des collectivités territoriales impose aux communautés d'agglomération la compétence du transport urbain. Vitré Communauté compte 46 communes et 44 sont desservies par des lignes de bus et convergent vers Vitré. Quant à elles, les communes de Vitré et Châteaubourg ont leur propre réseau de bus.
En 2017, le réseau prend le nom de Vit'o bus (Vit!bus). « Vit » pour reprendre Vitré, l’apostrophe qui rappelle le point d'exclamation du « i » inversé dans le logo de Vitré communauté, le point du signe de l'exclamation qui représente une roue et « bus » pour le moyen de transport.
En 2025, en vue de la création d'un nouveau réseau de transport ce nom change pour « MOVA ». «MO» pour les deux première lettres du mot Mobilités, «V» pour l'initial de Vitré, et «A» pour l'initial du mot Agglomération.

### Transport Rural
En 2014, Vitré communauté lance une expérimentation le 1er avril de 4 lignes partant de vitré et desservant les zones rural tel que La Chapelle Erbrée, Princé, Marpiré, Val d'Izé...
En 2015, Les essais ont été concluants, Vitré Communauté décide de la mise en place le 6 juillet 2015 de 10 lignes. (8 lignes partant de vitré et 2 ligne se rabattant sur la Guerche de Bretagne pour avoir un connexion avec la ligne interurbaine La Guerche > Vitré
En 2018, voyant que les lignes 7 et 8 reliant La Selle guerchaise à La Guerche de Bretagne et Drouges à La Guerche de Bretagne sont peu utilisé, Vitré Communauté décide de les supprimer.
La ligne 7 reliait les communes de La Selle-Guerchaise à La Guerche de Bretagne via Availles-sur-Seiche et Moutiers.
La ligne 8 reliait les communes de Drouges à la Guerche de Bretagne via Rannée, Moussé et Visseiche.
il y a dû avoir une réorganisation du transport rural, la ligne 9 qui reliait Moulin à Vitré est devenu la ligne 7 et la ligne 10 qui reliait Vitré à la base nautique de Saint m'Hervé est devenu la ligne 8.

### Transport interurbain
Depuis le 7 juillet 2014, la ligne 20 du réseau Illenoo, la ligne de bus Vitré vers La Guerche-de-Bretagne (via Argentré-du-Plessis, Étrelles et Domalain) a été transférée à Vitré Communauté et donc gratuit comme les bus urbain. Cette ligne est effectuée par les Autocars Hervé.
Les bus ne circulent pas les dimanches et les jours fériés.

## Lignes du réseau
Le transport public urbain et rural à Vitré et les communes périphériques sont gratuits.
En revanche, la ligne spécifique ETV.com (Étrelles, Torcé, Vitré) qui dessert les zones d'activités de la zone du Piquet d'Étrelles près de la voie expresse est payante. L'exploitation est assurée par la société Keolis Armor. Les tickets à l'unité sont en vente à bord du bus. Les carnets de 10 tickets ou l'abonnement mensuel sont à disposition dans le commerce tabac-presse face à la Gare de Vitré, sur le bas de la rue Garangeot/Place du Général de Gaulle.

### Réseaux urbains

#### Réseau urbain de Vitré
| Ligne             | Réseau VIT'O BUS à VITRÉ |
| ----------------- | --- |
| A                 | FLEURIAIS > GARE > MÉLINAIS (et desserte de la commune de MONTREUIL-SOUS-PÉROUSE) « FLEURIAIS » Boulevard René Crinon, Av. de Lymington, Av. de Djenné, Route d'Argentré (Les Serres), Saint-Étienne (complexe sportif), Bd des Rochers, Gare Saint-Martin, « GARE SAINT-YVES », Rue de Brest, Rue des Augustins, Rue Pasteur, Rue de Fougères, Villaudin, Avenue des Douves, Le Chalet, centre commercial, Route de Combourg, Rue de Balazé « MÉLINAIS ». Desserte Montreuil-sous-Pérouse : desserte deux fois par jour du lieu-dit « Gérard » jusqu'à la rue de Ribert à Montreuil-sous-Pérouse. Desserte Collège Les Rochers Sévigné : 1 fois par jour                                                                                    |
| B                 | RÉSERVOIR PLAGUÉ (et desserte LACTALIS) > GARE > MASSONNAIS (et desserte de la commune de POCÉ-LES-BOIS) « MASSONNAIS » , Hôpital, Lycée La Champagne, Route de Rennes , Rue de Brest, « GARE SAINT-YVES », Gare Saint-Martin, Boulevard des Rochers, Boulevard Waldeck Rousseau, quartier résidentiel de la Hodéyère, cité de La Motte et Avenue d'Helmstedt « RÉSERVOIR PLAGUÉ » Desserte Lactalis : desserte quatre à sept (1 fois de plus depuis le 1er janvier 2024) fois par jour suivant l'arrêt. Zone industrielle de Plagué et la Haie-Robert avec terminus près de l'usine Lactalis Desserte Pocé-les-Bois :: desserte deux fois par jour de l'église jusqu'à la rue du Petit Morin. Desserte Lycée la champagne : 2 fois par jour |
| C                 | RONCINIÈRE (et desserte « ROND-POINT D'ERBRÉE ») > GARE > CENTRE COMMERCIAL BARATIÈRE « ZAC RONCINIÈRE » Boulevard de Laval, Aurore Cinémas, Cimetière Saint-Gilles, Boulevard des Jacobins, « GARE SAINT-MARTIN » Rue du 70e R.I., quartier de la Trémoïlle et centre commercial, Boulevard Châteaubriant, Kiosque du Parc, Rue Louis Giroux, Maison Rouge, « CENTRE COMMERCIAL BARATIÈRE ». Desserte rond-point d'Erbrée : Depuis le 4 septembre 2023, ces arrêts sont desservie à chaque passage. Desserte cimetière Saint-Gilles : 6 fois par jour du lundi au vendredi hors périodes de vacances scolaires. |
| VITRÉ>LA GUERCHE  | VITRÉ > ARGENTRÉ-DU-PLESSIS > ÉTRELLES > DOMALAIN > LA GUERCHE-DE-BRETAGNE » (RGO Mobilités) Arrêts de Vitré (Z.A.C La Roncinière (16h45 depuis le 1er janvier 2024), Le Mée (16h45 depuis le 1er janvier 2024),Gare, Champ de Foire, Le Mée, La Guilmarais), arrêt centre d'Argentré-du-Plessis, arrêts d'Étrelles (Rue des Saulniers), Domalain (Centre, Carcraon) et La Guerche-de-Bretagne (Hôpital, Place du Champ de Foire). Fréquence : Départ de Vitré 6 fois par jour et départ de La Guerche 5 fois par jour |
| ETV .COM (payant) | ETV.COM « ÉTRELLES > TORCÉ > VITRÉ » (Keolis Armor) Arrêts de Vitré (Kiosque du parc, La Guerche), arrêts d'Étrelles (Hydris, Cap Bretagne 1 et Cap Bretagne 2). |

#### Réseau urbain de Châteaubourg
Pour les communes du canton de Châteaubourg, le réseau de bus est configuré pour assurer des correspondances avec des trains vers Rennes et Vitré le matin (06:47, 07:10, 07:33) et le soir (17:42, 18:12, 18:44) devant la gare de Châteaubourg. Trois lignes desservent différents quartiers de Châteaubourg. Il fonctionne toute l’année du lundi au vendredi non fériés.
| Ligne | Réseau VIT'O BUS à CHÂTEAUBOURG |
| ----- | --- |
| 1     | SAINT-JEAN-SUR-VILAINE > CHÂTEAUBOURG - GARE Saint-Jean-Sur-Vilaine - Mairie, Quincampoix, Pont Riou, Janaie, La Bretonnière, Avenue Des Genêts, Jules Verne, Rue Chopin, Châteaubourg - Gare.                                                  |
| 2     | BROONS-SUR-VILAINE > CHÂTEAUBOURG - GARE Broons-sur-Vilaine, Château d’eau, Parc Iffeldorf, La Tréolière, Parking du Prieuré, Les Coteaux de Cheminel 1, Les Coteaux de Cheminel 2, La Verronière/Les Cottages, Châteaubourg - Gare.            |
| 3     | DOMAGNÉ > SAINT-DIDIER > CHÂTEAUBOURG Domagné - parking Carron, Saint-Didier – Bourg, Châteaubourg - Gare Sud (7:10, 18:12, 18:44). |
| 4     | CHÂTEAUBOURG (ouest/nord) : QUINCAMPOIX > PARKING DU PRIEURÉ Parking du Prieuré, La Tréolière, Parc Iffeldorf, Jules Verne, Avenue des Genêts, Quincampoix, Pont Riou, Janaie, La Bretonnière.                                                  |
| 5     | CHÂTEAUBOURG (ouest/est/Broons) : LE CHÊNOT > VIEUX MOULIN Le Chênot, Broons-sur-Vilaine, La Houisière, La Lande, Parking du Prieuré, La Tréolière, Park Iffeldorf, Jules Verne, Avenue des Genêts, La Bretonnière, Quincampoix, Vieux Moulin.  |
| 6     | CHÂTEAUBOURG (sud/est/nord) : LA BOURLIÈRE > AVENUE DES GENÊTS La Bourlière, La Clé des Champs, Gare Sud, Les Cottages, Les Côteaux de Cheminel 1, Les Côteaux de Cheminel 2, Parking du Prieuré, La Tréolière, Jules Verne, Avenue des Genêts. |

### Transport rural

#### Réseau rural
Composé de 8 lignes gratuites, le réseau rural Vit'o Bus dessert les communes périphériques :
Quatre lignes circulent le lundi et jeudi une fois par jour avec un aller en début d'après-midi vers 13h15 et un retour depuis Vitré à 17:45.
La ligne 1 relie les communes de St-Didier à Vitré via Domagné, Louvigné-de-Bais, Cornillé et Saint-Aubin-des-Landes.
La ligne 2 relie les communes de Val-d'Izé à Vitré via Landavran, Marpiré et Champeaux.
La ligne 3 relie les communes de Montreuil-des-Landes à Vitré via Mecé, Saint-Christophe-des-Bois et Taillis.
La ligne 4 relie les communes de Princé à Vitré via Montautour, Saint-M'Hervé, base nautique de Haute-Vilaine et La Chapelle-Erbrée.
Cinq lignes circulent le mardi et vendredi une fois par jour avec un aller en début d'après-midi vers 13h15 et un retour depuis Vitré à 17:45.
La ligne 5 relie les communes de Le Pertre à Vitré via Mondevert, Bréal-sous-Vitré et Erbrée.
La ligne 6 relie les communes de Brielles à Vitré via Gennes-sur-Seiche, Saint-Germain-du-Pinel et Argentré-du-Plessis.
La ligne 7 relie les communes de Moulins à Vitré via Bais, Vergeal et Torcé.
Une ligne circulent du lundi au samedi. Elle est dédiée aux loisirs avec une navette vers la plage de sable et la plage dite verte à proximité de la base nautique de Vitré Communauté.
La ligne 8 relie la Place du Champ de Foire à Vitré (14:10) à Saint-M'Hervé Base de loisirs nautiques et plages (17:15), seulement juillet et août et une fois par jour.
| Ligne | Réseau Rural De Vitré Communauté |
| ----- | --- |
| 1     | SAINT-DIDIER > VITRÉ - PLACE DU CHAMPS DE FOIRE Saint Didier, rue du Stade > Domagné, École publique > Louvigné-de-Bais, Église > Cornillé, École > St Aubin-des-Lande, Stade municipal > Vitré, place du Champ de foire |
| 2     | VAL D'IZÉ > VITRÉ - PLACE DU CHAMPS DE FOIRE Val d’Izé, 7 rue des Écoles > Landavran, Mairie > Champeaux, Église > Marpiré, 4 rue de l’ Église > Vitré, place du Champ de foire                                          |
| 3     | MONTREUIL DES LANDES > VITRÉ - PLACE DU CHAMPS DE FOIRE Montreuil-des-Landes, Mairie > Mecé, Mairie > Saint-Christophe-des-Bois, Garderie > Taillis, École Saint-Louis> Vitré, place du Champ de foire                   |
| 4     | PRINCÉ > VITRÉ - PLACE DU CHAMPS DE FOIRE Princé, Église > Montautour, La Rhonée > Saint-M’Hervé, Église > Saint-M’Hervé, base de loisirs > LA Chapelle-Erbrée, Mairie > Vitré, place du Champ de foire                  |
| 5     | LE PERTRE> VITRÉ - PLACE DU CHAMPS DE FOIRE Le Pertre, Église > Mondevert, Mairie > Bréal-sous-Vitré, Église > Erbrée, Église > Vitré, place du Champ de foire                                                           |
| 6     | BRIELLES > VITRÉ - PLACE DU CHAMPS DE FOIRE Brielles, salle des fêtes > Gennes-sur-Seiche, rue des Forges > Saint-Germain-du-Pinel, Église > Argentré-du-Plessis, place de la Poste > Vitré, place du Champ de foire     |
| 7     | MOULINS > VITRÉ - PLACE DU CHAMPS DE FOIRE Moulins, Mairie > Bais, rue du Champ Trinquant > Vergéal, Église > Torcé, rue de Vitré > Vitré, place du Champ de foire                                                       |
| 8     | VITRÉ - PLACE DU CHAMPS DE FOIRE > SAINT-M'HERVÉ - BASE DE LOISIR Vitré, Place du Champ de foire > Saint-M’Hervé, base de loisirs - plage > Saint-M’Hervé, base de loisirs                                               |

#### Transport à la demande
Vitré Communauté met à disposition des usagers un service de transport à la demande par taxis qui fonctionne sur réservation pour des personnes de plus de 65 ans ou bénéficiaires de certaines allocations.
La collectivité propose également un service de transport vers les structures d’accueil de jour dans Vitré Communauté. Ce service permet à ces personnes de bénéficier d’un transport au départ de leur domicile.
Le tarif est unique quelle que soit la distance parcourue. Ce service nommé « Taxi.com » fonctionne sur les 46 communes de Vitré Communauté.

#### Location de vélos à assistance électrique
La communauté d'agglomération propose la location de vélos à assistance électrique pour un (35 €), trois (100 €) ou six mois (200 €). À l'issue de la location de courte ou moyenne durée, Vitré Communauté offre une aide de 200 € maximum pour l'achat d'un vélos à assistance électrique neuf.

## Parc de véhicules
En août 2024, le parc d'autobus du réseau Vit'o Bus est composé de 11 véhicules dont 8 bus standards, 1 midibus et 2 autocars. Au sein de cette flotte, les autres véhicules sont équipés de hybride Diesel-électrique et les autres véhicules sont équipés de moteurs Diesel.

### Bus standards
| Constructeur  | Modèle           | Nombre | Numéros de parc       | Période de mise en service          | Affectation            | Observation |
| ------------- | ---------------- | ------ | --------------------- | ----------------------------------- | ---------------------- | ----------- |
| Irisbus       | Citelis 12       | 1      | 32005                 | Mai 2007                            | 1, 3, 4, 5, 6, A, B, C | –           |
| Mercedes-Benz | Citaro Facelift  | 1      | 129041                | Juin 2012                           | 1, 3, 4, 5, 6, A, B, C | –           |
| Mercedes-Benz | Citaro C2        | 3      | 139046, 159020-159021 | Entre janvier 2013 et mars 2015     | 1, 3, 4, 5, 6, A, B, C | –           |
| Mercedes-Benz | Citaro C2 Hybrid | 3      | 199199-199200, 209014 | Entre novembre 2019 et février 2020 | 1, 3, 4, 5, 6, A, B, C | –           |

### Midibus
| Constructeur | Modèle | Nombre | Numéros de parc | Période de mise en service | Affectation | Observation |
| ------------ | ------ | ------ | --------------- | -------------------------- | ----------- | ----------- |
| Heuliez Bus  | GX 137 | 1      | 157006          | Janvier 2015               | 2           | –           |

### Autocar
| Constructeur  | Modèle                 | Nombre | Numéros de parc | Période de mise en service | Affectation | Observation |
| ------------- | ---------------------- | ------ | --------------- | -------------------------- | ----------- | ----------- |
| MAN           | Lion's Intercity C R62 | 1      | + 1 inconnu     | Août 2023                  | –           | –           |
| Mercedes-Benz | Intouro M              | 1      | + 1 inconnu     | Juin 2015                  | –           | –           |

### Dépôts
- Le dépôt principal de Keolis Armor est situé au 26 Rue du Bignon, 35135 Chantepie
- À Vitré, les bus étaient garés chez Renault Truck, Boulevard de Laval. Le garage a depuis déménagé et RGO Mobilités a pris leur place et s'occupe du coup de la réparation des bus de Keolis Armor.